# Pangasianodon hypophthalmus
Cá tra nuôi (Danh pháp khoa học: Pangasianodon hypophthalmus) hay còn gọi đơn giản là cá tra, là một loài cá da trơn trong họ Pangasiidae phân bố ở lưu vực sông Mê kông, có mặt ở cả bốn nước Lào, Việt Nam, Campuchia và Thái Lan. Ở Thái Lan còn gặp cá tra ở lưu vực sông Mêkông và Chao Phraya. Đây là loài cá đại diện cho họ cá tra và được nuôi nhiều ở Việt Nam, đặc biệt là vùng đồng bằng Sông Cửu Long. Những năm gần đây, cá tra là loài cá nước ngọt được nuôi và xuất khẩu nhiều nhất so với các đối tượng thủy sản nước ngọt khác và phục vụ đặc lực cho ngành xuất khẩu thủy sản của Việt Nam.

## Đặc điểm

### Thể chất
Cá tra là cá da trơn thân dài, lưng xám đen, bụng hơi bạc, miệng rộng, có 2 đôi râu dài. Cá tra sống chủ yếu trong nước ngọt, có thể sống được ở vùng nước hơi lợ (nồng độ muối 7-10 o/oo), có thể chịu đựng được nước phèn với pH >5, dễ chết ở nhiệt độ thấp dưới 15 oC, nhưng chịu nóng tới 45 oC. Cá tra có số lượng hồng cầu trong máu nhiều hơn các loài cá khác. Cá có cơ quan hô hấp phụ và còn có thể hô hấp bằng bóng khí và da nên chịu đựng được môi trường nước thiếu oxy hòa tan. Tiêu hao oxy và ngưỡng oxy của cá tra thấp hơn 3 lần so với cá mè trắng. Hiện nay bệnh trên cá tra xuất hiện rãi rác, không đáng kể với các bệnh thường gặp như gan thận mủ, xuất huyết, trắng gan trắng mang và ngoại ký sinh trên cá tra giống.

### Sinh trưởng
Cá tra có tốc độ tăng trưởng tương đối nhanh, còn nhỏ cá tăng nhanh về chiều dài. Từ khoảng 2,5 kg trở đi, mức tăng trọng lượng nhanh hơn so với tăng chiều dài cơ thể. Cỡ cá trên 10 tuổi trong tự nhiên (ở Campuchia) tăng trọng rất ít. Cá tra trong tự nhiên có thể sống trên 20 năm. Trong tự nhiên đã gặp cá nặng 18 kg hoặc có mẫu cá dài tới 1,8 m. Tùy thuộc môi trường sống và sự cung cấp thức ăn cũng như loại thức ăn có hàm lượng đạm nhiều hay ít. Độ béo của cá tăng dần theo trọng lượng và nhanh nhất ở những năm đầu, cá đực thường có độ béo cao hơn cá cái và độ béo thường giảm đi khi vào mùa sinh sản. Trước đây, cá giống được bắt từ tự nhiên về nuôi đến 2,5-3 năm tuổi mới thành thục sinh dục, còn cá giống hiện nay được sinh sản nhân tạo và chỉ cần nuôi từ 10-12 tháng tuổi là đã thành thục.

### Chế độ ăn

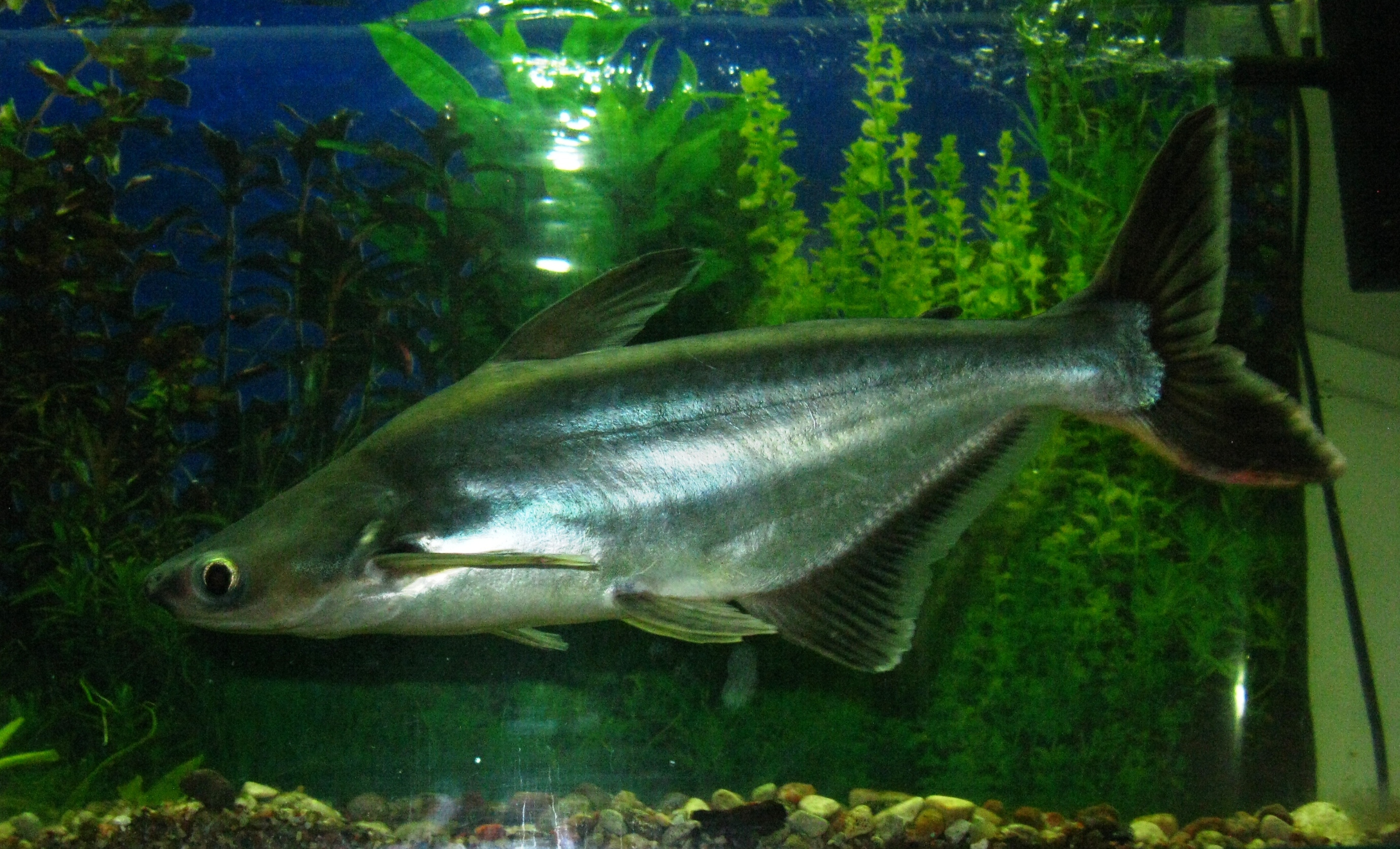
Cá tra là loài ăn tạp thiên về động vật

Cá tra thích ăn mồi tươi sống, vì vậy chúng ăn thịt lẫn nhau khi còn nhỏ và chúng vẫn tiếp tục ăn nhau nếu không được cho ăn đầy đủ. Cá bơi trên sông trong dạ dày của chúng có rất nhiều phần cơ thể và mắt cá con của các loài cá khác. Dạ dày của cá phình to hình chữ U và co giãn được, ruột cá tra ngắn, không gấp khúc lên nhau mà dính vào màng treo ruột ngay dưới bóng khí và tuyến sinh dục, là đặc điểm của cá thiên về ăn thịt. Trong điều kiện thiếu thức ăn, cá có thể sử dụng các loại thức ăn bắt buộc khác như mùn bã hữu cơ, thức ăn có nguồn gốc động vật.
Cá lớn thể hiện tính ăn rộng, ăn đáy và ăn tạp thiên về động vật nhưng dễ chuyển đổi loại thức ăn. Khi phân tích thức ăn trong ruột cá đánh bắt ngoài tự nhiên, cho thấy thành phần thức ăn khá đa dạng, trong đó cá tra ăn tạp thiên về động vật. Thành phần thức ăn trong ruột cá tra ngoài tự nhiên thì thấy các loài nhuyễn thể chiếm đến 35,4%, cá nhỏ 31,8%, côn trùng 18,2%, thực vật dương đẳng 10,7%, thực vật đa bào 1,6%, giáp xác 2,3%. Trong ao nuôi cá tra có khả năng thích nghi với nhiều loại thức ăn khác nhau như cám, rau, động vật đáy.
Theo phương pháp nuôi truyền thống, người nuôi cá tra thường cho ăn liên tục nhiều lần trong ngày nhằm thúc cá tăng trọng nhanh nhưng không mang lại hiệu quả cao do tiêu hóa chậm, thức ăn không sử dụng triệt để và làm giảm sự hấp thu dinh dưỡng. Nếu cho ăn gián đoạn theo chu kỳ một ngày ăn một ngày nghỉ thì hệ số thức ăn giảm chỉ còn 1,45-1,5 (giảm 0,1-0,4 kg thức ăn cho mỗi kg cá) trong khi cá vẫn tăng trưởng tốt do trong một ngày thì cá không hấp thụ hết chất dinh dưỡng mà cá đã ăn vào, nên nếu tiếp tục cho cá ăn vào ngày hôm sau thì cá phải thải ra ngoài lượng thức ăn cũ trong ruột để hấp thu lượng thức ăn mới, việc ngừng cho ăn vào ngày hôm sau sẽ giúp cá hấp thu triệt để dinh dưỡng của lượng thức ăn trong ruột.

## Sinh sản

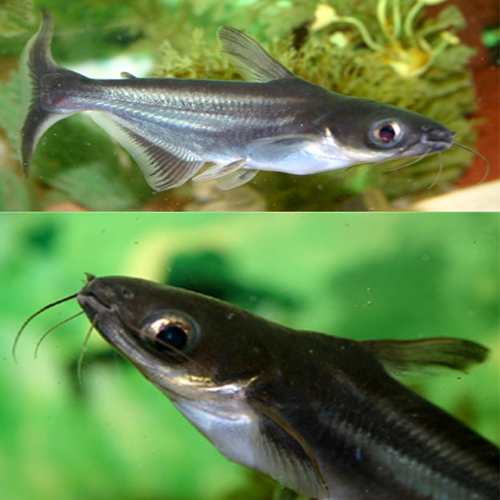
Cá tra con

Tuổi thành thục của cá đực là 2 tuổi và cá cái 3 tuổi, trọng lượng cá thành thục lần đầu từ 2,5–3 kg. Trong tự nhiên chỉ gặp cá thành thục trên sông ở địa phận của Campuchia và Thái Lan. Cá tra không có cơ quan sinh dục phụ (sinh dục thứ cấp), nên nếu chỉ nhìn hình dáng bên ngoài thì khó phân biệt được cá đực, cái. Mùa vụ thành thục của cá trong tự nhiên bắt đầu từ tháng 5-6 dương lịch. Cá có tập tính di cư đẻ tự nhiên trên những khúc sông có điều kiện sinh thái phù hợp thuộc địa phận Campuchia và Thái Lan, không đẻ tự nhiên ở phần sông của Việt Nam. Bãi đẻ của cá nằm từ khu vực ngã tư giao tiếp hai con sông Mêkông và Tonlesap, từ thị xã Kratie (Campuchia) trở lên đến thác Khone, nơi giáp biên giới Campuchia và Lào. Nhưng tập trung nhất từ Kampi đến hết Koh Rongiev thuộc địa giới 2 tỉnh Kratie và Stung Treng.
Cá đẻ trứng dính vào giá thể thường là rễ của loài cây sống ven sông Gimenila asiatica, sau 24 giờ thì trứng nở thành cá bột và trôi về hạ nguồn. Trong sinh sản nhân tạo, ta có thể nuôi thành thục sớm và cho đẻ sớm hơn trong tự nhiên (từ tháng 3 dương lịch hàng năm), cá tra có thể tái phát dục 1-3 lần trong một năm. Sức sinh sản tuyệt đối của cá tra từ 200 ngàn đến vài triệu trứng. Sức sinh sản tương đối có thể tới 135 ngàn trứng/kg cá cái. Trong chăn nuôi hiện nay là cá bố mẹ hậu bị có nguồn gốc không rõ ràng, không được tuyển chọn và kích thước nhỏ. Đa số cá bố mẹ được tuyển chọn từ ao nuôi cá thịt chiếm tới hơn 57%, còn lại bắt từ tự nhiên và số rất ít từ con giống đã qua chọn lọc. Trong khi đó, kỹ thuật nuôi vỗ thành thục cá bố mẹ chưa đạt, còn tình trạng đẻ ép, khai thác quá mức bằng cách cho cá tra bố mẹ đẻ nhiều lần trong năm, nhất là khi giá cá tra giống nằm ở mức cao.

## Giá trị

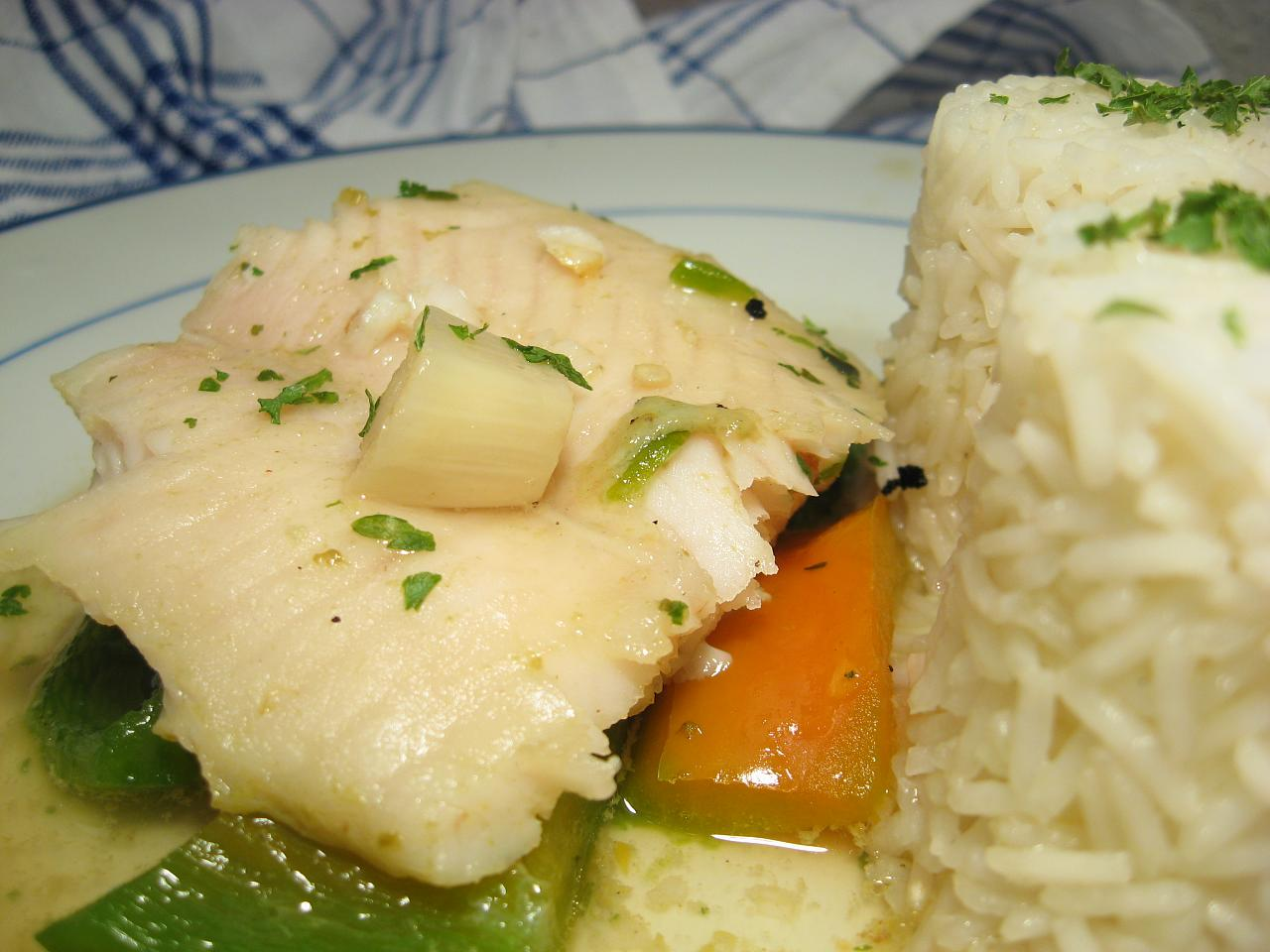
Thịt cá tra

Cá tra là một đặc sản của dòng sông Mê Kong, từ lâu đã trở nên quen thuộc, phổ biến trong bữa ăn hàng ngày của người dân vùng hạ lưu sông Mê Kong chảy qua các nước Thái Lan, Campuchia, Việt Nam. Chúng cùng nhóm với các loài cá có giá trị khác như cá bông lau, cá ngát, cá hú, cá tra ngày nay còn nổi tiếng trên toàn thế giới khi sản phẩm của nó đã có mặt ở trên 134 quốc gia (tính đến năm 2012). Cá tra đang được hàng triệu triệu người tiêu dùng ưa chuộng sánh ngang hàng với những loài cá thịt trắng mà người châu Âu và Mỹ vẫn hay ăn là cá Headock, cá Pollack, cá Tilapia. Cá tra được xếp là một trong 10 loại thủy sản được yêu thích nhất ở Mỹ.
Cá tra được ưa thích và nổi tiếng như vậy là vì cá tra có thịt trắng, không mùi, hương vị sau khi nấu rất thơm ngon, có thể được chế biến nhiều món ăn; giá cả không đắt. Đặc biệt, thịt cá tra rất bổ dưỡng. Thịt cá tra không có cholesterol, chứa nhiều các thành phần vitamin A, D, E, các axít béo không no thiết yếu cho cơ thể như MUFA, PUFA và quan trọng hơn là Omega 3 EPA, DHA thành phần cấu tạo của não người. Ăn cá giúp giảm các bệnh liên quan đến tim mạch, tốt cho não, bổ mắt, ngăn ngừa ung thư, da khỏe đẹp, giảm đau và viêm sưng, mỡ trong cá tra còn chứa các axít béo no khác rất cần cho cơ thể.